# Parafia św. Marcina w Połańcu
Parafia pw. św. Marcina w Połańcu - parafia rzymskokatolicka znajdująca się w diecezji sandomierskiej w dekanacie Połaniec.
Została erygowana w XII wieku. W latach 1734–1773 proboszczem był ks. Antoni Duchnowski - kanonik inflancki i tarnowski. Obecny kościół został wybudowany w latach 1897-1899 w stylu neoromańskim z cegły i piaskowca z wieżą od frontu, trzynawowy w kształcie łacińskiego krzyża, głowicą zwrócony ku zachodowi, od lewego ramienia krzyża przylega kaplica Matki Bożej Różańcowej, która pozostała z dawnego kościoła.